# Покровка (Викуловский район)
Покровка — село в Викуловском районе Тюменской области России. Входит в состав Сартамского сельского поселения.

## География
Село находится в восточной части Тюменской области, в зоне лиственного леса, в пределах юго-западной части Западно-Сибирской низменности, на правом берегу реки Сартам, на расстоянии примерно 14 километров (по прямой) к северо-востоку от села Викулово, административного центра района. Абсолютная высота — 92 метра над уровнем моря.
Климат
Климат континентальный с суровой холодной зимой. Годовое количество осадков — 417 мм. Средняя температура января составляет −18,9 °C, июля — +18 °C. Продолжительность периода с
устойчивым снежным покровом — 161 день.
Часовой пояс
Село Покровка, как и вся Тюменская область, находится в часовой зоне МСК+2. Смещение применяемого времени относительно UTC составляет +5:00.

## Население
| 2010 |
| ---- |
| 11   |

Половой состав
По данным Всероссийской переписи населения 2010 года в половой структуре населения мужчины составляли 54,5 %, женщины — соответственно 45,5 %.
Национальный состав
Согласно результатам переписи 2002 года, в национальной структуре населения русскими записаны 86 % из 7 чел. При этом стоит учесть, что деревня изначально образовалась в середине- конце 19 века  из переселенцев Белоруссии. В последующем, при выдаче паспортов, принято было всех записывать русскими. В Викуловском районе это не единственная деревня, созданная белорусскими переселенцами- Самоходами.